# Happier Than Ever
Happier Than Ever — другий студійний альбом американської співачки Біллі Айліш, представлений 30 липня 2021 року під лейблами Darkroom і Interscope Records. Одразу після виходу платівка очолила чарт у США та у 20 інших країнах, а усі 6 синглів, які передували виходу альбому, потрапили у топ 40 чарту Billboard Hot 100. Над альбомом Айліш працювала із своїм братом Фіннеасом, який став продюсером платівки. Одразу після виходу Happier Than Ever отримав схвальні відгуки від критиків та слухачів.
На підтримку альбому 3 вересня 2021 року Disney+ випустили документальний фільм «Happier Than Ever: A Love Letter to Los Angeles», а сама Айліш вирушила у світовий тур у 2022 році.

## Створення
Американська співачка і авторка пісень Біллі Айліш випустила свій дебютний альбом When We All Fall Asleep, Where Do We Go?, спродюсований її братом, музикантом Фіннеасом О'Коннеллом, 29 березня 2019 року. Він був зустрінутий з визнанням критиків і комерційним успіхом. Альбом і сингл «Bad Guy» допомогли Айліш здобути п’ять нагород на 62-й щорічній церемонії вручення премії «Греммі». 
Після альбому Айліш випустила ряд синглів: «Everything I Wanted» (2019), пісню про Джеймса Бонда «No Time to Die» (2020) та «Lo Vas a Olvidar», що є саундтреком до серіалу Ейфорія (2021).  В інтерв’ю в січні 2020 року Айліш заявила, що почне працювати над своїм майбутнім другим студійним альбомом протягом року.  Згодом вийшов її документальний фільм «Біллі Айліш: Світ трохи розмитий», а пізніше в лютому Айліш оголосила, що в альбомі буде 16 треків.
Happier Than Ever був записаний у домашній студії звукозапису Фіннеаса, розташованій у підвалі його резиденції в Лос-Анджелесі. За словами Айліш, запис відбувався з 1 квітня 2020 року по 16 лютого 2021 року.  

## Список пісень
Автор музики і слів Біллі Айліш та Фіннеас О'Коннелл. Продюсер усіх пісень — Фіннеас. 
| Список пісень альбому Happier Than Ever | Список пісень альбому Happier Than Ever | Список пісень альбому Happier Than Ever |
| #                                       | Назва                                   | Тривалість                              |
| --------------------------------------- | --------------------------------------- | --------------------------------------- |
| 1.                                      | «Getting Older»                         | 4:04                                    |
| 2.                                      | «I Didn't Change My Number»             | 2:38                                    |
| 3.                                      | «Billie Bossa Nova»                     | 3:16                                    |
| 4.                                      | «My Future»                             | 3:30                                    |
| 5.                                      | «Oxytocin»                              | 3:30                                    |
| 6.                                      | «Goldwing»                              | 2:31                                    |
| 7.                                      | «Lost Cause»                            | 3:32                                    |
| 8.                                      | «Halley's Comet»                        | 3:54                                    |
| 9.                                      | «Not My Responsibility»                 | 3:47                                    |
| 10.                                     | «Overheated»                            | 3:34                                    |
| 11.                                     | «Everybody Dies»                        | 3:26                                    |
| 12.                                     | «Your Power»                            | 4:05                                    |
| 13.                                     | «NDA»                                   | 3:15                                    |
| 14.                                     | «Therefore I Am»                        | 2:53                                    |
| 15.                                     | «Happier Than Ever»                     | 4:58                                    |
| 16.                                     | «Male Fantasy»                          | 3:14                                    |
| 56:07                                   |                                         |                                         |

## Сертифікації
| Регіон                                                      | Сертифікація | Продажі |
| ----------------------------------------------------------- | ------------ | ------- |
| Данія (IFPI Denmark)                                        | Золотий      | 10 000  |
| Нова Зеландія (RIANZ)                                       | Золотий      | 7500    |
| Велика Британія (BPI)                                       | Срібний      | 60 000  |
| продажі+прослуховування, що базуються лише на сертифікаціях |              |         |

## Історія випуску
| Регіон   | Дата            | Формат                                                                       | Лейбл                  | Примітки             |
| -------- | --------------- | ---------------------------------------------------------------------------- | ---------------------- | -------------------- |
| Різні    | 30 липня 2021   | Касета cd цифрове завантаження потокове мультимедіа вініл колекційна коробка | Darkroom Interscope    | [ 13 ] [ 14 ] [ 15 ] |
| Бразилія | 17 вересня 2021 | CD                                                                           | Universal Music Brasil | [ 16 ]               |